# Tithraustes demades
Tithraustes demades är en fjärilsart som beskrevs av Druce 1885. Tithraustes demades ingår i släktet Tithraustes och familjen tandspinnare. Inga underarter finns listade i Catalogue of Life.